# Campanya de Combes contra Samori
La campanya de Combes contra Samori va ser una campanya militar que va tenir lloc entre gener i març de 1893 a la colònia del Sudan Francès (abans Territori de l'Alt Senegal).

## Preparatius
Combes va sortir de Kayes l'11 de novembre de 1892 per anar a Siguiri on va reunir la columna que havia de dirigir a la que es van ajuntar les guarnicions de Kankan, Bissandougou i Kérouané, i va quedar formada: 
- Estat major, amb els capitans Besançon, Durand, Bajolle, Briquelot i Dargelos; tinents Levasseur, Morisson, Berge i Meyer.

- Cavalleria, un esquadró de spahis sudanesos sota el capità Carné amb els tinents Martinie, de Hautecloque i Canrobert; un esquadró de spahis auxiliars sota el capità Prost amb els tinents Pouydebat, Robillot i Payn.

- Artilleria, bateria de 80 mm de muntanya; capità Richard i tinent Rambaud.

- Infanteria, una companyia de la legió del capità Destenave, amb els tinents Betbeder, Girald i Tresser. Sis companyies de tiradors sudanesos, la 1ª sora el capità Montera amb els tinents Vinay i Dupuy; la 2ª sota el capità Colonna d'Istria amb els tinents Bunas i Mazoyer; la 3ª sota el capità Robert amb els tinents

Moritz i Moreau; la 4ª sota el capità de Bouvié amb els tinents Castarède i Trioreau; la 5ª (anomenada 7ª companyia) sota el capità Loyer amb els tinents Morin i Lecerf; i la sisena (anomenada 8ª companyia) manada pel tinent Seal amb els sotstinents Privey i Plat. Tres companyies de tiradors auxiliars, la 1ª manada pel tinent Delaforge amb els tinents Millot, Bourgeoix i Ducarre; la 2ª manada pel capità Valentin amb els tinents Andlauer, Voulet i Maritz; i la tercera manada pel tinent Salvat, amb els tinents de Laverrie i Quintard.
- Geni, un destacament d'obrers manat pel capità Reicliemberg i amb el guarda d'artilleria Stirhug.

- Comboi manat pel capità Parisot.

- Servei de sanitat amb el metge de primera classe Boissier com a cap de servei i els metges de segona classe Coppin, Gallas i Thiroux.

- Servei d'intendència, sota el comandant Gasquet.

- Servei veterinari amb Fraimbault i Pécus.

La gent de Samori estava dividida en dos grups: 
- Bilali a l'alt Níger, en aquell moment a Kouranko
- Samori a la vall de l'alt Milo

Combes es va proposar rodejar-los als dos al mateix temps: una columna operant des de Kouroussa a les ordes del capità Briquelot cap a Kouranko; l'altra, manada per ell mateix operaria a la zona del riu Milo contra el gruix de les tropes de l'almamy

## Columna Briquelot
A primers de gener de 1893, el capità Briquelot va avançar ràpid des de Kouroussa cap al sud; el 9 de gener va atacar el poble de Douaco, al Sankaran, i el va ocupar; va rebutjar a l'enemic una segona vegada a Galinkoro i tres dies després va entrar a Moria on va confiscar nombrosos aprovisionaments. Va arribar a la riba del Niandan, on va fer construir una "taide" de canyes flotant i lianes a manera de pont de 40 metres, amb el qual va travessar el riu i es va introduir en la junga de la riba dreta que ja formava part del Kouranko. Al sortir de la jungla es va dirigir a Dialankoro que va ocupar sense oposició i l'endemà va ocupar Kofodougou, el campament central dels sofes, que es batien en retirada; separat de Samori, Bilali va fugir cap a l'oest amb els seus fidels perseguit pels francesos; pel camí Briquelot va arrasar els llogarets de Farandola, Bambaya i Niafarando, expulsant als sofes d'aquests llocs i al febrer va arribar a Faranna i després a Hérimakono. Allí es va aturar uns dies per descansar i va aprofitar per instal·lar posicions militars a Faranna i a Hérimakono, que asseguraven el país conquerit.
Poc després va rebre una protesta del sergent britànic comandant de les posicions de Falaba i Caliere, que va rebutjar l'establiment francès a Hérimakono que considerava britànic. En aquell moment les bandes de Bilali van reaparèixer i Briquelot va ignorar les protestes britàniques i va seguir la persecució (15 de febrer). Va lliurar a Bilali alguns combats de rereguarda a Kalaya, Somakala, Kiremba, Samagoudou, arribant a Tembicounda, a les fonts del Níger, el 7 de març. Va seguir llavors al sud, va rebutjar al sofes de Guédé després d'una darrera escaramussa i Bilali, abandonat per quasi tots els seus, va estar a punt de ser atrapat al gué de Dembayola però el tirador que el va atrapar es va quedar amb el seu mboubou a les mans, escapant Bilali sense camisa i refugiant-se a territori de Sierra Leone. El Kouranko quedava perdut per Samori.
Briquelot va tornar a Faranna, on va instal·lar una companyia de tiradors; va destacar també una secció a Hérimakono i en va enviar una a Kouroussa i amb la resta dels seus homes es va dirigir a Benty obrint així una nova ruta entre el Sudan i l'oceà; pel camí va fundar la posició d'Ouossou a la regió del Tamisso, arribant a Benty el 9 de maig. Fou ascendit a comandant i va tornar a França sent enviat poc després a Tonkin, morint a Hanoi el 22 d'abril de 1896.

## Columna Combes
Per la seva banda, el tinent coronel Combes va creuar el Níger més amunt de Siguiri a finals de desembre, i es va dirigir a Kankan; pel camí només va trobar pobles deserts o en ruïnes. Va enviar al tinent Morisson a reconèixer el Milo, i aquest va informar que es podia navegar fins a Kérouané. Combes va ordenar utilitzar aquesta via per als avituallaments. El comandant de Gasquet va organitzar tanmateix un servei de piragües entre Bamako, Siguiri i Kérouané. Combes buscava a Samori però els naturals del país li donaven informació contradictòria. El 6 de gener de 1893 va sortir de Kankan i va remuntar el Milo fins a Onomi. Allí fou advertit de la presencia de nombrosos guerres (sofes) al Sankaran. Samori havia emprat els darrers mesos en establir-se sòlidament a Guéléba i al Nafana, mantenint només les bandes de Kali i Alpha a la riba esquerra del riu Dion, prop de Bissandougou i de Kérouané. Amb el gruix de les seves forces havia atacat el país de Nafana on va capturar diverses poblacions i va acumular aprovisionaments; intentava acostar-se a Sierra Leone i enllaçar amb Bilali al Kouranko i el país de Kissi de manera que podria conservar una part dels seus antics estats entre l'alt Níger i l'alt Milo. Va retornar a la riba esquerra del Milo i es va dirigir al sud-oest fins al país Toma, que va intentar dominar.
El país Toma estava cobert de grans boscos amb poblats construïts a les clarianes defensats per diversos rangs de proteccions; Samori no va aconseguir dominar les tates i es va enfrontar a la resistència dels habitants, que van buscar l'aliança francesa; d'altra banda tampoc va poder enllaçar amb Bilali per la rapidesa amb la que el capità Briquelot el va foragitar. Samori es va veure obligat a concentrar les seves forces al Konafadié, a l'est de Sankaran.
Combes va deixar al comandant Oswald vigilant els gués del Milo entre Kankan i Kérouané i va avançar cap al Konafadié on, després d'etapes penoses en un terreny molt complicat, va arribar el 19 de gener, sense haver vist a l'enemic. Els sofes tenien un cert terror a Combes després dels seus èxits del 1885 i havien fugit incendiant les viles del Konafadié; Samori es va dirigir aleshores al sud-oest, amb l'esperança d'arrossegar als francesos lluny de Guéléba i de Nafana on havia deixat a les seves esposes i els seus bens. Perseguit pel capità Dargelos, es va escapar fent un llarg tomb al sud del Milo per evitar les tropes que vigilaven el riu, i va retornar a Nafana. El comandant Oswald el va intentar avançar al pas del Courai i es va produir un lleu enfrontament prop de Diéradougou (28 de gener) sense més conseqüències, però Oswald va morir el mateix dia d'una insolació.
Durant aquest temps Combes va tornar al Milo i va acampar al gué de Balila, punt d'encreuament de totes les rutes del sud i de l'est. Advertit de la retirada de Samori a Nafana, Combes va marxar en busca de l'almamy; va destacar al Kissi i al Kouranko al capità Dargelos amb dos companyies de tiradors i va establir dues posicions als gués de Babila i de Manafara, els més freqüentats pels sofes; va iniciar la persecució amb poca impedimenta per la naturalesa del terreny el dia 4 de febrer; la ruta es feia sovint en fila índia i el camí era extremadament complicat. El 6 de febrer els exploradors van assenyalar a Samori més enllà de Farabanna; l'endemà van arribar a la riba del Dion, al gué Balandougou, on van sorprendre a les bandes de Kali, Alpha i Maoulé-Noumouké, instal·lats a la riba esquerra del riu, i els va dispersar ; es van reorganitzar darrere el riu Courai, del qual van tractar de disputar el pas als francesos però després d'un combat foren rebutjats. Samori va recular tot fustigant nit i dia als francesos per tots els costats; els poblats eren cremats i els aprovisionaments que no es podia emportar eren destruïts; la gent era allistada a la força i qui es resistia era massacrat; al cap de dos dies Combes va arribar a Guéléba on van caure la majoria de les bandes de sofes, en especial la de N'Golo que va patir gran pèrdues.

## Guéléba i Nafana
Guéléba era un centre important on l'almamy havia reunit gran quantitat de queviures que no es va poder emportar i amb això es van avituallar els francesos i els seus cavalls. Allí van reposar un dia i l'endemà es van dirigir a través del Kaladougou, cap a Odjenné, que disposava de dues tates i on el cap Ahmadou Touré, tenia fama de ser enemic dels sofes i on Combes esperava obtenir guies i informacions. Però Odjenné va cedir a la pressió de Samori i quan els francesos van arribar van trobar la població deserta i en flames (13 de febrer). Combes va dubtar entre marxar al nord-est i unir-se als contingents del rei Tieba de Sikasso/Kénédougou per la possibilitat que el comandant Quiquandon, resident de Sikasso, assabentat de la seva presència, podria anar a trobar-lo; però pensant que això molestaria al faama (rei) de Sikasso finalment ho va descartar i va marxar cap a Nafana perseguint als sofes.
Nafana era una regió molt boscosa amb molta aigua; va arribar a Kougueni, capital del país. Les provisions cada vegada anaven més escasses, la població era hostil i actuava protegida pels boscos; com que se sentien invisibles cada hora que passava eren més audaços. Combes va decidir no seguir més cap a l'est i es va limitar a fer reconèixer la rodalia de Kougeni a la recerca de queviures i eventuals aliats; un destacament, manat pel capità Valentin, va baixar fins a Koutiéni i pel camí es va topar amb la banda d'Alpha al que va fer una vintena de presoners.
El 22 de febrer, Combes, marxant obliquament cap al sud, va travessar Nafana en tota la seva llargada, i va trobar a l'enemic a les ribes del riu Sien-ba; el va rebutjar i l'endemà va ocupar Kona després de vèncer una petita resistència; després va creuar el Borotou i va seguir cap a Koro, vila que va ocupar i cremar (24 de febrer)

## Retorn
La columna havia arribat als límits extrems del Sudan quan va recórrer l'alt vall del riu Sassandra, tributari del golf de Guinea. Samori havia estat perseguit pel Kabadougou i Nafana on fins aleshores es creia inabastable. Com que Samori refusava el combat i la hivernada estava propera, Combes va decidir no seguir endavant i va retornar cap a Kérouané per Guérésouba, Foukala, Diéradougou i Tiéoua; van començar les pluges i van patir greus dificultats sobretot al créixer els marigots; els sofes a més els fustigaven. Finalment el 10 de març van arribar a Kérouané. Les baixes foren 3 legionaris i 12 tiradors o spahis, a més de 20 ferits i nombrosos malalts; alguns van acabar morint de malaltia o cansament com el tinent Mazoyer a Kérouané, el març, el tinent Vinay a Kita el maig i el tinent Plat a Bamako, a finals de desembre.
Durant aquest temps el capità Dargelos, segons les ordres rebudes, va sortir de Babilale el 26 de gener per anar a Kissi. Advertit que Bilali el Jove (fill del cap sofa Bilali) ocupava Firaoua, capital de Kissi, va anar cap alli i el 5 de febrer, després d'un assalt, la va ocupar; els sofes van fugi. Va recórrer el Kissi en tots els sentits fustigant a les bandes que omplien el país entre les quals la de Tenesso-Koba, que després de la sortida del capità Briquelot havia représ les hostilitats i avançava cap al Milo. Aquestes bandes foren derrotades i expulsades al sud; van intentar reunir-se amb Samori a l'est i es van enfrontar a Babila amb el destacament del tinent de Laverrie que amb l'ajut dels spahis del tinent Hautecloque, els van aniquilar. El Kissi va quedar sense gent lleial a Samori. Dargelos va alliberar a 11.000 captius civils que havien de ser enviats a Nafana.

## Organització dels nous territoris
Calia crear algunes posicions militars per consolidar els èxits obtinguts i Combes. Dargelos fou enviat a Kissi per dissuadir els sofes de tornar; el capità Valentin fou enviat a Kissidougou amb ordre de crear una posició i passar la hivernada; l'esquadró Prost fou enviat a Niansanadougou i el capità Montera a 
Guéléba. Aquest darrer quan va arribar al riu Dion fou atacat per bandes de sofes que estaven concentrades a la zona però l'ajuda del capità Prost els va permetre derrotar-los i causar moltes baixes a les bandes. Prost va baixar llavors al sud-est cap a Moussadougou d'on va expulsar a Karamoko, que havia anat a la zomna amb la intenció de saquejar la rodalia de Kérouané.
Combes va organitzar el país: el comandant Richard fou nomenat comandant de la regió; el tinent Rambaud fou nomenat administrador del cercle de Kérouané-Sanankoro; i els cercles de Bissandougou i de Kankan van conservar els caps que ja tenien (els capitans Marignac i Ponsignon). L'ocupació de les posicions d' Ouossou, Hérimakono i Faranna (junt amb les de Kissidougou i de Kérouané), asseguraven l'ocupació francesa i la separació amb Sierra Leone.